# آل صالح علي (الزاهر)

تعديل مصدري - تعديل

آل صالح علي هي إحدى قرى عزلة الزاهر بمديرية الزاهر التابعة لمحافظة البيضاء، بلغ تعداد سكانها 57 نسمة حسب تعداد اليمن لعام 2004.